# Tiago Pinho
Tiago Pinho (ur. 2 czerwca 1997) – brazylijski judoka.
Startował w Pucharze Świata w 2018 i 2023. Brązowy medalista igrzysk Ameryki Południowej w 2018 roku.